# Themes
Themes es un compilado de Vangelis. Fue producido por Vangelis y publicado por Deutsche Grammophon
en 1989.
Se trata de un álbum que incluye canciones provenientes de Opera Sauvage, Chariots of Fire y L'Apocalypse des animaux, entre otras obras de Vangelis y temas de películas como Blade Runner y The Bounty, las cuales fueron publicadas por primera vez en un álbum. Themes llegó al puesto 10 de la lista de los Mejores Álbumes de New Age en 1990.

## Canciones
Todos los temas compuestos, arreglados, producidos e interpretados por Vangelis.
1. "End Titles From Blade Runner" - 4:57
(Previamente Inédita). (De la película Blade Runner).
2. "Main Theme From Missing" - 3:59
(Previamente Inédita). (De Desaparecido).
3. "L' Enfant" - 5:00
(Del álbum Opera Sauvage).
4. "Hymn" - 2.45
(Del álbum Opera Sauvage).
5. "Chung Kuo" - 5:29
(Del álbum China).
6. "The Tao of Love" - 2:45
(Del álbum China).
7. "Theme from Antarctica" - 3:55
(De la banda de sonido de la película Antarctica).
8. "Love Theme From Blade Runner" - 4:55
(Previamente Inédita). (De la película Blade Runner).
9. "Opening Titles From The Bounty" - 4:16
(Previamente Inédita). (De la película The Bounty).
10. "Closing Titles From The Bounty" - 4:58
(Previamente Inédita). De la película The Bounty).
11. "Memories of Green" - 5:42
(Del álbum See You Later).
12. "La Petite Fille de la Mer" - 5:51
(Del álbum L'Apocalypse des animaux).
13. "Five Circles" - 5:18
(De la banda de sonido de la película Chariots of Fire). (Bonus Track).
14. "Chariots of Fire" - 3:31
(De la banda de sonido de la película Chariots of Fire).